# Gianni e Pinotto
Gianni e Pinotto (in inglese Abbott and Costello) furono un duo comico statunitense composto dagli attori Bud Abbott e Lou Costello.

## Storia
I due comici si erano incrociati alcune volte in precedenza, ma lavorarono insieme per la prima volta nel 1935 all'Eltinge Burlesque Theater sulla 42ª strada a New York. La loro prima esibizione fu il risultato della malattia del partner abituale di Costello, con Abbott che lo sostituì.
Abbott e Costello hanno lavorato in radio, cinema e televisione. I loro film più famosi sono parodie dei classici film horror hollywoodiani come nel caso di Il cervello di Frankenstein, di cui spesso riutilizzano le attrezzature e gli scenari in modo da rendere le loro pellicole più familiari al grande pubblico.
Debuttano insieme a teatro nel 1936, approdando a Broadway nel 1939 con la commedia The streets of Paris, vecchio successo già interpretato da Bobby Clark, un attore divenuto popolare perché si dipingeva gli occhiali direttamente sul viso. Nel 1938 vengono ingaggiati per uno sketch di 10 minuti nella trasmissione The Kate Smith Hour e, visto il loro successo, nel 1940 esordiscono con un programma tutto dedicato a loro. Nello stesso anno, scritturati dalla Universal, arrivano sul grande schermo con One Night in the Tropics. Il loro secondo film, Gianni e Pinotto reclute (1941), realizza un incasso da record e li rende tra le star più richieste di Hollywood.
Fra il 1940 e il 1956 prendono parte a ben 36 pellicole lavorando quasi sempre con gli stessi registi: Arthur Lubin (5 film), Charles Lamont (9), Jean Yarbrough (5) e Charles T. Barton (9, tra cui l'ultimo). Grazie a una clausola del loro contratto, che prevede una percentuale sugli incassi, accumulano straordinari profitti. Nello stesso periodo lavorano alla radio e, successivamente, alla televisione proponendo una seguitissima sitcom, con episodi di trenta minuti, intitolata Gianni e Pinotto (The Abbot and Costello Show).
Nel dopoguerra il duo rimane ancorato al precedente stile, la mancanza di un'evoluzione comica e una certa ripetitività degli sketch condannano la coppia all'oblio: Gianni e Pinotto dividono le loro strade nel 1957. L'ultimo loro film insieme è di un anno prima, Gianni e Pinotto banditi col botto. In seguito verranno indagati per evasione fiscale. La speranza di un'eventuale ricomposizione del duo viene resa vana dalla morte di Costello, avvenuta nel 1959 a causa di un arresto cardiaco. Abbott, conseguentemente, si ritira dal mondo dello spettacolo. Nel biennio 1967-1968 presta la propria voce alla serie animata Gianni e Pinotto (The Abbot and Costello Cartoon Show). Muore nel 1974.

## Caratteristiche
Gli aspetti di Gianni e Pinotto sono molto simili a quelli di Stanlio e Ollio. Gianni (Abbott) rappresenta il personaggio serio che crede di essere più intelligente di tutti, specialmente di Pinotto (Costello). In realtà nelle loro avventure, Gianni spesso è costretto a ricredersi riguardo alle sue idee, messe in contrasto o da Pinotto o da eventi improvvisi che ribaltano la situazione da come era vista da lui, e così da persona più forte e piena di sé Gianni diventa il più debole e il più fiacco. Pinotto (chiamato nella lingua originale anche "Chick" ovvero "pulcino - gallinaccio") rispetto a Gianni che sembra l'Ollio del duo, rispecchia quasi tutte le caratteristiche del pasticcione Stanlio: timido, pauroso e artefice di numerosi equivoci e divertenti situazioni nelle quali coinvolge anche il suo amico.
Nei loro film Gianni e Pinotto interpretano spesso poliziotti o impiegati che tentano di dare una svolta alla loro vita. Gianni prende in pugno la situazione, proponendo un'idea e obbligando il povero Pinotto ad approvarla, per poi venire completamente travolto per qualche situazione dai suoi errori, facendo sì che Pinotto diventi il salvatore della vicenda, per poi infine tornare entrambi alla loro misera condizione di sempre. Ciò che colpisce dei film di Gianni e Pinotto è l'introduzione di questi personaggi in numerosi film che prendono in giro sia i grandi protagonisti delle saghe horror come Frankenstein, il Conte Dracula, l'Uomo lupo, Dr. Jekyll e Mr. Hyde e tanti altri ancora. Infatti il gioco della commedia stava proprio nel frapporre dei personaggi comici in storie di genere totalmente diverso, cercando di evidenziare e di mettere in mostra il più possibile la grossolanità e lo spaesamento di Gianni e Pinotto quando si trovano a confrontarsi con questi mostri.
Come sempre Gianni si dimostrava il più sapiente e temerario, rispetto a Pinotto che tremava di paura, ma poi alla vista della Creatura o dell'Uomo invisibile veniva anch'egli preso dal terrore e fuggiva via con il compagno, causando l'ilarità del pubblico. Oltre a confrontarsi con personaggi del genere dell'orrore, Gianni e Pinotto furono introdotti anche in alcuni film di genere fantastico come Il giardino incantato o Il mistero della piramide. Sempre facendo appello ai loro escamotages, Gianni e Pinotto nei film erano amici del protagonista che doveva scoprire qualcosa di misterioso. Durante l'assenza di questi i due riuscivano a combinare un enorme guaio, facendo scatenare la furia di questo oggetto sovrannaturale (o un gigante o una mummia). La reazione di Gianni e Pinotto è sempre la stessa: ovvero se la danno a gambe il più velocemente e rocambolescamente possibile, però mettendo in serio pericolo la salute degli altri; allora dovevano cercare un modo per risolvere la situazione.

## Filmografia

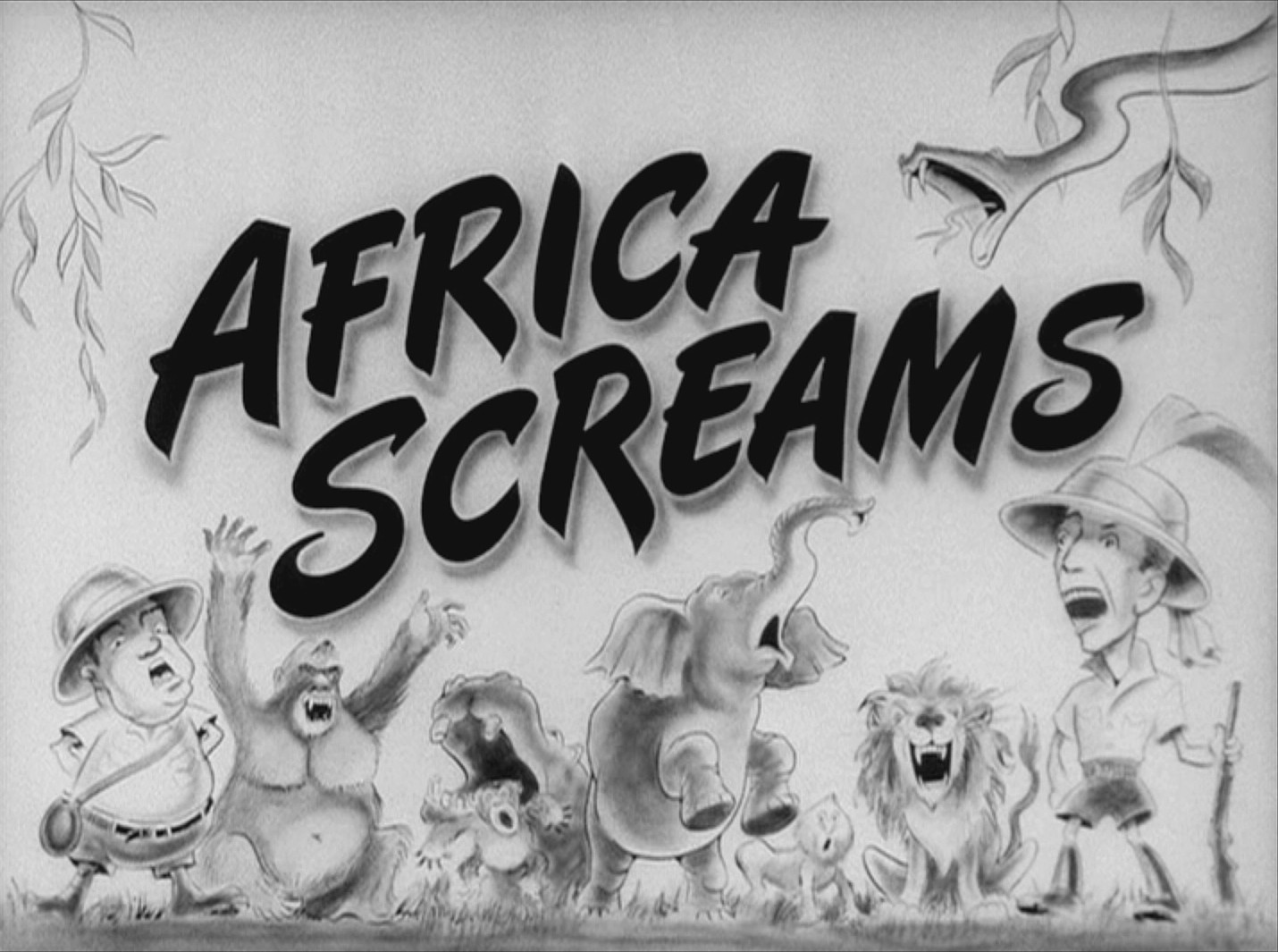
Africa screams, titolo originale del film Africa strilla

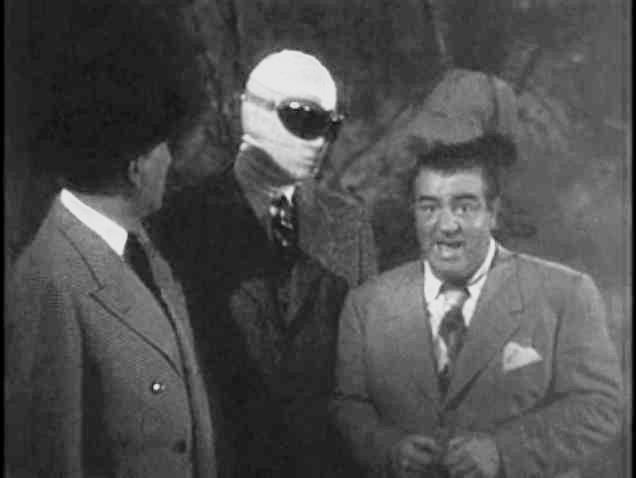
Una scena del film Gianni e Pinotto contro l'uomo invisibile (1951)

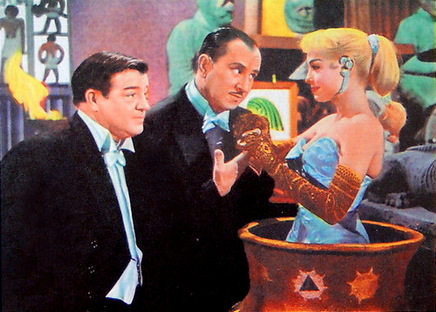
Una scena del film Il mistero della piramide (1955)

### Cinema
- One Night in the Tropics, regia di A. Edward Sutherland (1940)
- Gianni e Pinotto reclute (Buck Privates), regia di Arthur Lubin (1941)
- Allegri naviganti (In the Navy), regia di Arthur Lubin (1941)
- L'inafferrabile spettro (Hold That Ghost), regia di Arthur Lubin (1941)
- Razzi volanti (Keep 'em Flying), regia di Arthur Lubin (1941)
- Gianni e Pinotto tra i cowboys (Ride 'Em Cowboy), regia di Arthur Lubin (1942)
- Rio Rita, regia di S. Sylvan Simon (1942)
- Gli eroi dell'isola (Pardon My Sarong), regia di Erle C. Kenton (1942)
- Gianni e Pinotto detectives (Who Done It?), regia di Erle C. Kenton (1942)
- It Ain't Hay, regia di Erle C. Kenton (1943)
- Avventura in montagna (Hit the Ice), regia di Charles Lamont (1943)
- Gianni e Pinotto in società (In Society), regia di Jean Yarbrough (1944)
- Sperduti nell'harem (Lost in a Harem), regia di Charles Reisner (1944)
- Gianni e Pinotto fra le educande (Here Come the Co-eds), regia di Jean Yarbrough (1945)
- L'arca di Noè (The Naughty Nineties), regia di Jean Yarbrough (1945)
- Gianni e Pinotto a Hollywood (Abbott and Costello in Hollywood), regia di S. Sylvan Simon (1945)
- Il piccolo gigante (Little Giant), regia di William A. Seiter (1946)
- Se ci sei batti due colpi (The Time of Their Lives), regia di Charles Barton (1946)
- Addio all'esercito (Buck Privates Come Home), regia di Charles Barton (1947)
- La vedova pericolosa (The Wistful Widow of Wagon Gap), regia di Charles Barton (1947)
- Il cervello di Frankenstein (Bud Abbott Lou Costello Meet Frankenstein), regia di Charles Barton (1948)
- Gianni e Pinotto contro i gangsters (The Noose Hangs High), regia di Charles Barton (1948)
- Corrida messicana (Mexican Hayride), regia di Charles Barton (1948)
- Gianni e Pinotto e l'assassino misterioso (Bud Abbott Lou Costello Meet the Killer Boris Karloff), regia di Charles Barton (1949)
- Africa strilla (Africa Screams), regia di Charles Barton (1949)
- Gianni e Pinotto nella legione straniera (Bud Abbott Lou Costello in the Foreign Legion), regia di Charles Lamont (1950)
- Gianni e Pinotto contro l'uomo invisibile (Bud Abbott Lou Costello Meet the Invisible Man), regia di Charles Lamont (1951)
- Comin' Round the Mountain, regia di Charles Lamont (1951)
- Il giardino incantato (Jack and the Beanstalk), regia di Jean Yarbrough (1952)
- Gianni e Pinotto al Polo Nord (Lost in Alaska), regia di Jean Yarbrough (1952)
- Kidd il pirata (Abbott and Costello Meet Captain Kidd), regia di Charles Lamont (1952)
- Viaggio al pianeta Venere (Abbott and Costello go to Mars), regia di Charles Lamont (1953)
- Gianni e Pinotto contro il dr. Jekyll (Abbott and Costello Meet Dr Jekyll & Mr Hyde), regia di Charles Lamont (1953)
- Abbott and Costello Meet the Keystone Kops, regia di Charles Lamont (1954)
- Il mistero della piramide (Abbott and Costello Meet the Mummy), regia di Charles Lamont (1955)
- Gianni e Pinotto banditi col botto o Caccia al tesoro con Gianni e Pinotto (Dance With Me, Henry!), regia di Charles Barton (1956)

### Televisione
- Gianni e Pinotto (The Abbott and Costello Show) - serie TV (1952-1954)
- Gianni e Pinotto (The Abbott and Costello Cartoon Show) - serie animata (1967-1968)